# Финиковая пальма. Египет
«Финиковая пальма. Египет» — картина художника Мартироса Сарьяна, написанная в 1911 году . Картон, темпера. 106 x 71 см. Находится в собрании Государственной Третьяковской галереи.
Центром картины является финиковая пальма, её листва на фоне неба составляет верхнюю часть полотна. Рядом с пальмой сидят люди, в отдалении расположен ряд глинобитных построек. Справа на переднем плане изображён верблюд, зрителю видны только его морда и шея. Все объекты нижней части картины — ствол пальмы, дома, верблюд — в основном, выполнены в жёлто-коричневых тонах.
Картина создана во время восточного путешествия художника начала 1910-х годов. В это время художник приходит к мысли о главенстве цвета в живописи (в частности, под влиянием идей фовизма), при этом он переходит к созданию полотен техникой алла прима. Картина «Финиковая пальма. Египет» написана темперными красками, при этом живописная техника Сарьяна играет значительную роль в достижении необычного впечатления от изображённого пейзажа: «плотно кроющая темпера не делает цвет непроницаемым, а словно воздушным, легким и прозрачным».
Пейзаж представляет собой застывший от зноя мир, голова верблюда на котором создаёт динамическую остроту. Цельность обеспечивает гармоничное сочетание контрастных цветов, а также «темный глубокий тон, ритмически присутствующий на пальме, жилищах и персонажах».
Искусствоведы признают, что полотно выделяется в ряду «восточных» картин художника. «В картине „Финиковая пальма. Египет“ <…> лаконизм и концентрированность живописи приводят к рождению обобщенного образа, который словно подводит итог наблюдения Сарьяна над жизнью Востока».